# 香港太空島
香港太空島（英語：Hong Kong Space Island）是香港一個已擱置興建的主題公園，擬議選址為新界落馬洲。項目於2000年由太平協和主席汪世忠提出，隨著擬議選址地皮於2020年易手而被擱置。

## 歷史

#### 2000年
- 4月7日 — 汪世忠透過旗下的MASS OCEAN INTERNATIONAL LIMITED向環境保護署就香港太空島遞交提交環境影響評估研究簡報申請 — 根據文件香港太空島為一個涵蓋主題公園及零售設施的策略性旅遊項目，目的是建造一個達世界水準的主題公園及零售中心以便策略性地點開發旅遊及零售業。文件提及香港太空島位於青山公路以南、擬議落馬洲支線上的平台，面積約為7公頃。第一期預計2004年竣工，第二期則預計2006年竣工

#### 2003年
- 7月31日 — 報導指汪世忠曾透露整個計劃預計耗資80億元，數年間已花了5000萬顧問費。汪世忠同時透露香港太空島是一個以太空探索為主題的遊樂場，預計2005年落成後每年可吸引100多萬遊客並令香港經濟增長數個百分點[2]

#### 2020年
- 11月24日 — 擬議選址地皮易手，香港太空島正式被擱置[3]